# Невлер, Илья Моисеевич
Илья Моисеевич Невлер (1896—1938) — советский государственный и партийный деятель, временно исполнявший должность (врид) первого секретаря Киргизского областного комитета РКП(б) (1925). Репрессирован, реабилитирован 15 июня 1957 года.

## Биография
Из семьи еврейского частного оружейника Моисея Моисеевича Невлера, определенного в 1901 году под гласный надзор полиции. Образование низшее. Младший брат профессионального революционера и партийного работника Павла Моисеевича Невлера, оставившего воспоминания «Люди в рогожах» об Ижевско-Воткинском восстании.
- Член РКП(б) / ВКП(б) с 1918 года[3].
- С января по август 1925 ответственный секретарь Пишпекского окружного комитета РКП(б)[3].
- В 1926-27 гг. зам. секретаря Вологодского губкома РКП(б)[4].
- С марта 1928 по август 1929 первый секретарь Владикавказского окружкома РКП(б) / ВКП(б)[5].
- Последнее место работы — инструктор Красногвардейского РК ВКП(б).
- Арестован 20 марта 1938 года.
- 26 апреля приговорён к высшей мере наказания. Расстрелян в тот же день.